# Зинциг
Зинциг (нем. Sinzig) — город в Германии, в земле Рейнланд-Пфальц. Входит в состав района Арвайлер. Зинциг расположен на реке Рейн, приблизительно в 5 км к юго-востоку от Ремагена и 25 км к юго-востоку от Бонна. Население составляет 17 416 человек (на 31 декабря 2010 года). Занимает площадь 41,00 км². Официальный код — 07 1 31 077.

## Тургенев в Зинциге
С 3 по 31 июля 1857 года в Зинциге на лечении находился И. С. Тургенев. Во время своего пребывания в Зинциге Тургенев познакомился с отставным русским офицером А. П. Никитиным. Никитин оставил службу в армии ради карьеры живописца и был отправлен в 1856 году за границу пенсионером Академии Художеств. В Зинциге им написан акварельный портрет Тургенева, находящийся ныне в Государственном Литературном музее. В то же время Никитина навестили его московские друзья — брат и сестра Сабуровы. Находясь в Зинциге, Тургенев приступил к написанию повести «Ася». Никитин и Сабуровы послужили прототипами героев повести — Гагина и Аси. Зинциг выведен в повести под названием «городок З.»

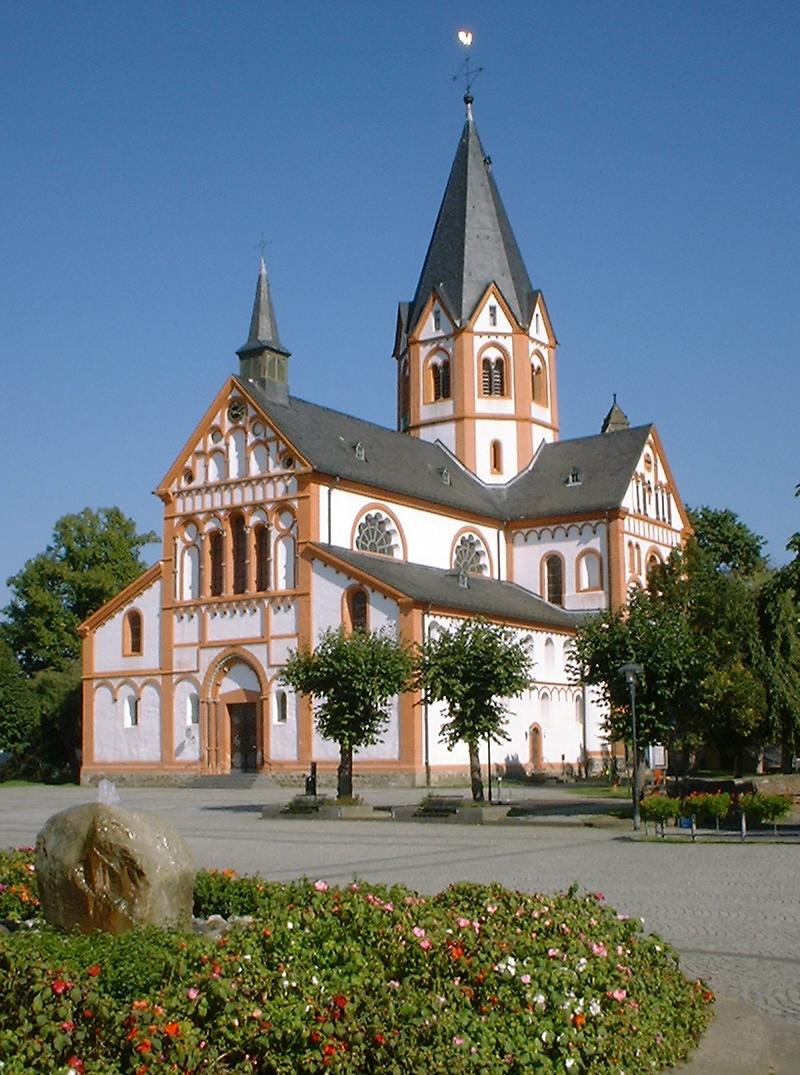
Католическая церковь св. Петра
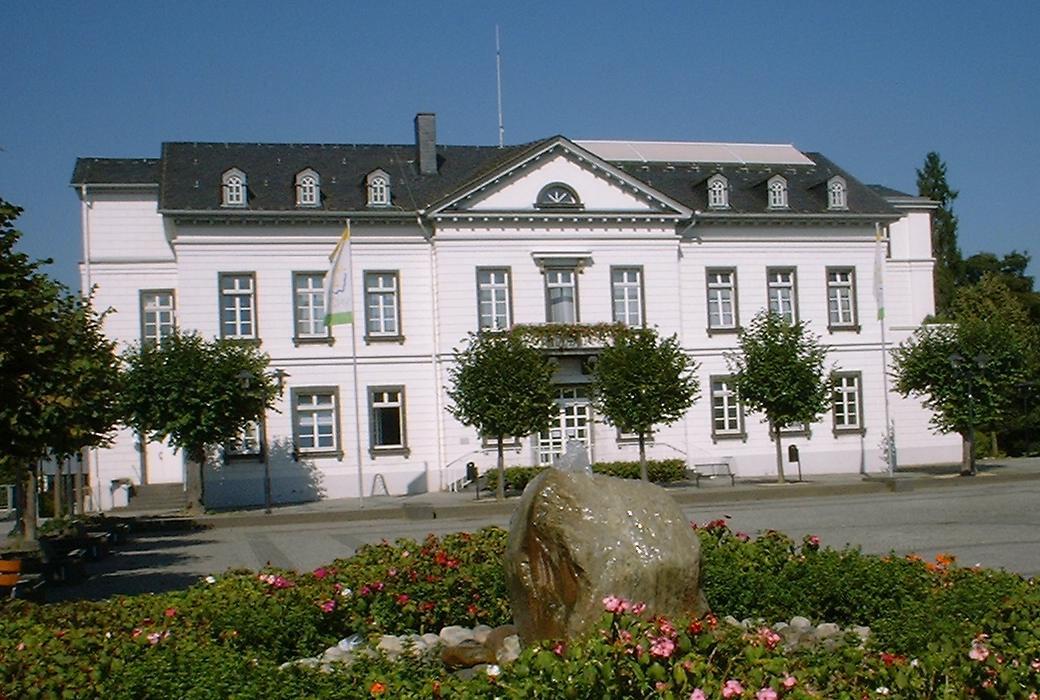
Ратуша
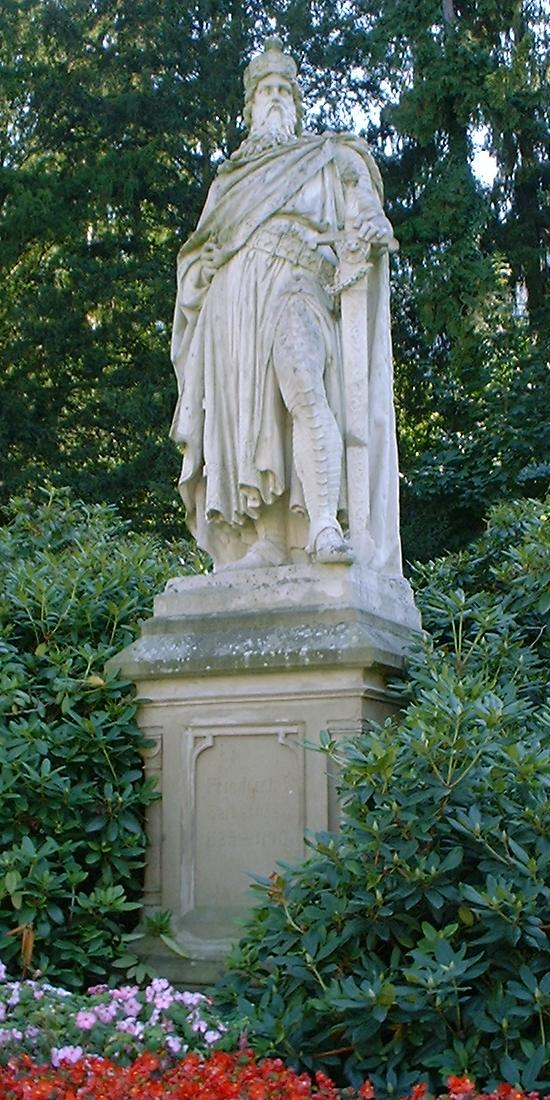
Памятник Фридриху Барбароссе